# Īlbegī
Īlbegī (persiska: يلبِيگی, Īlbeygī, يلبَگی, ایلبگی) är en ort i Iran.   Den ligger i provinsen Chahar Mahal och Bakhtiari, i den centrala delen av landet, 400 km söder om huvudstaden Teheran. Īlbegī ligger 1 881 meter över havet och antalet invånare är 443.
Terrängen runt Īlbegī är kuperad västerut, men österut är den platt. Īlbegī ligger nere i en dal.Runt Īlbegī är det ganska tätbefolkat, med 160 invånare per kvadratkilometer. Närmaste större samhälle är Shar-e Kord, 19,6 km söder om Īlbegī. Trakten runt Īlbegī består i huvudsak av gräsmarker.